# Watership Down (film)
Watership Down (Nederlands: Waterschapsheuvel) is een Britse fantasy-animatiefilm uit 1978, geregisseerd door Martin Rosen en John Hubley. De film is gebaseerd op de gelijknamige debuutroman van Richard Adams.

## Verhaal
De film begint met een eigen scheppingsverhaal. El-Alhrairah, de voorvader van alle konijnen en de "Prins met Duizend Vijanden", wordt gezegend door Lord Frith, een godheid in de gedaante van de zon. Hij krijgt hierdoor zijn kenmerkende eigenschappen, samen met alle andere dieren. El-Alhrairah weigert echter de steeds groter wordende konijnenpopulatie in het gareel te houden, waarop Frith de konijnen tot vaste prooi van veel andere dieren maakt. 
Dan wordt er ingezoomd op een konijnenkolonie bij Sandleford op het platteland van Zuid-Engeland. Het konijn Vijfje krijgt een visioen van een groot gevaar. Met zijn oudere broer Hazelaar smeekt hij bij de leider om evacuatie van de hele kolonie, maar er wordt niet naar hen geluisterd. De Owsla, de politiemacht, houdt iedereen tegen die wil vluchten. Onder leiding van Hazelaar verlaat een kleine groep van acht konijnen, waaronder Vijfje, midden in de nacht heimelijk de kolonie. Holly, de kapitein van de Owsla, probeert hen tevergeefs te stoppen. Kopstuk, een ander lid van de Owsla, sluit zich bij de vluchtende groep aan. 
Er volgt een vlucht van meerdere dagen. Ze belanden uiteindelijk in een veld, waar zij beginnen met het graven van nieuwe holen. Violet, het enige vrouwtje dat was meegegaan, wordt door een havik gedood. 
Ze krijgen bezoek van een onbekend konijn genaamd Sleutelbloem, die de groep uitnodigt om zich bij zijn eigen kolonie te voegen. Dit blijkt echter een vreemde plek te zijn; de konijnen maken zich hier nergens druk om en geloven niet in het bestaan van El-Ahrairah. Veel holen staan er leeg, ondanks het eten dat dagelijks door een boer in de buurt achtergelaten wordt. Vijfje krijgt opnieuw nare visioenen. De reden hierachter wordt duidelijk als Kopstuk in een strik terechtkomt en ternauwernood aan de dood ontsnapt. Het is nu duidelijk dat deze kolonie een val is. Ze besluiten hier niet te blijven en Aardbei voegt zich bij hen uit de kolonie. 
Hazelaar probeert een groep vrouwtjeskonijnen te bevrijden op de nabijgelegen Nuthanger-boerderij, maar dit mislukt. Terwijl Hazelaar en de rest zich schuilhouden komen ze kapitein Holly van hun oude kolonie tegen, die in een flashback het gebeurde vertelt. Het voorgevoel van Vijfje blijkt terecht te zijn geweest; de kolonie van Sandleford is geheel vernietigd door mensen die het terrein gaan bebouwen. Alleen Holly wist te overleven en te ontsnappen. 
Samen gaan ze opnieuw op weg en blijven zwerven totdat ze Watership Down vinden, een heuvel waarvan Vijfje vindt dat het hun plek is. De groep is gaan vertrouwen op Vijfjes intuïtie en ze beginnen aan het graven van holen. Nadat ze zich op de Waterschapsheuvel hebben gevestigd, beseffen de konijnen weer dat ze zonder Violet geen vrouwtjes hebben en zich dus niet kunnen voortplanten. Met hulp van de bevriende zeemeeuw Kehaar gaan ze op zoek. Hazelaar probeert opnieuw om de vrouwtjes te bevrijden uit de Nuthanger-boerderij, maar wordt dan neergeschoten door de boer. Er wordt even gedacht dat hij dood is, maar enige tijd later vindt Vijfje hem terug na een leidend visioen van het Zwarte Konijn van Inlé.  
Terwijl Kehaar de gewonde Hazelaar verzorgt vertelt hij over Efrafa, een grote kolonie in de buurt waar veel vrouwtjes zijn. Efrafa is volgens Holly echter een gevaarlijke en totalitaire staat, onder leiding van de kwaadaardige generaal Woundwort. Kopstuk infiltreert in deze kolonie door aan Woundwort zijn diensten aan te bieden als Owsla. Enkele vrouwtjes en de konijnen Blackavar en Hyzenthlay weten later met Kopstuks hulp uit Efrafa te ontsnappen, waarna ze zich aansluiten bij de konijnen van Waterschapsheuvel. 
Het komt tot een oorlog tussen de twee kolonies, wanneer de soldaten van Efrafa de ontsnapte Efrafanen proberen terug te halen. De Efrafanen dreigen de Waterschapsheuvel-kolonie van de kaart te vegen, terwijl de konijnen van Waterschapsheuvel op hun beurt de onderdrukten van Efrafa proberen te bevrijden. Uiteindelijk worden de meeste soldaten van Efrafa en Blackavar gedood door de waakhond van de Nuthanger-boerderij, die door Hazelaar is losgelaten. Woundwort verdwijnt spoorloos nadat hij de rechtstreekse confrontatie met de hond aangaat. Het blijft zodoende onduidelijk of hij echt dood is. De herinnering aan hem verandert in een legende die konijnenmoeders aan hun kinderen doorvertellen.
Jaren later gaat het goed met de kolonie van Waterschapsheuvel. De inmiddels bejaarde Hazelaar kan nu in vrede sterven. Het Zwarte Konijn verschijnt en Hazelaars geest gaat gewillig mee.

## Rolverdeling

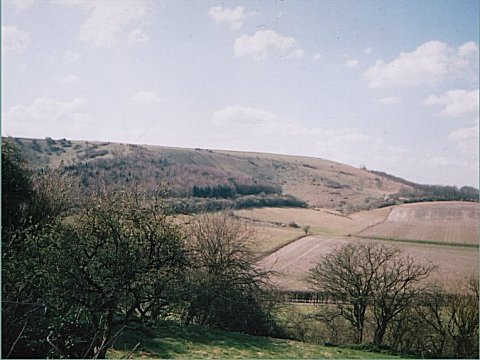
De heuvel Watership Down (bij Ecchinswell) in het echt

| Acteur              | Personage              |
| ------------------- | ---------------------- |
| Harry Andrews       | Generaal Woundwort     |
| Richard Briers      | Fiver (Vijfje)         |
| Michael Graham Cox  | Bigwig (Kopstuk)       |
| John Hurt           | Hazel (Hazelaar)       |
| Simon Cadell        | Blackberry             |
| Denholm Elliott     | Cowslip (Sleutelbloem) |
| Zero Mostel         | Kehaar                 |
| Ralph Richardson    | "Chief Rabbit"         |
| Hannah Gordon       | Hyzenthlay             |
| Clifton Jones       | Blackavar              |
| John Bennett        | Kapitein Holly         |
| Terence Rigby       | Silver                 |
| Roy Kinnear         | Pipkin                 |
| Richard O'Callaghan | Dandelion              |
| Lynn Farleigh       | Kat                    |
| Nigel Hawthorne     | Campion                |
| Derek Griffiths     | Vervain/Chervil        |
| Michael Hordern     | Frith                  |
| Joss Ackland        | Zwart konijn           |
| Michelle Price      | Lucy                   |

## Productie
Rosen kocht in 1976 de filmrechten op ter waarde van £50,000, met financiële ondersteuning van zakenman Jake Eberts. In 1975 werd begonnen met de opnames. Aanvankelijk was Hubley – die toen reeds 40 jaar ervaring had in de wereld van de filmproductie – aangesteld als producer. Hubley haakte echter af na onenigheid met Rosen, die de productie overnam en aldus zijn debuut maakte als filmproducer.
De film ging op 19 oktober 1978 in première in het Verenigd Koninkrijk, en op 1 november van dat jaar in de Verenigde Staten (onder Embassy Pictures).

### Muziek
De originele filmmuziek werd gecomponeerd door Angela Morley. Het bekendste lied uit de film, Bright Eyes, is geschreven door Mike Batt en gezongen door Art Garfunkel. Dit lied is te horen op het moment dat Vijfje al dwalend over de mistige heide het visioen van het Zwarte Konijn volgt, dat hem vertelt waar Hazelaar zich ophoudt. Malcolm Williamson schreef ook mee aan een extra nummer. CBS Records bracht de muziek uit op een soundtrackalbum.

## Ontvangst
In 1979 behaalde Watership Down de zesde plaats in de UK box office.